# Ślimaki
Ślimaki, brzuchonogi (Gastropoda, z gr. gaster – brzuch + pous – noga) – jedna z najliczniejszych i najbardziej zróżnicowanych gromad mięczaków, zaliczana niekiedy do podtypu muszlowce.
Ślimaki kopalne spotyka się już w warstwach wczesnokambryjskich.

## Występowanie
Brzuchonogi występują w wodzie i na lądzie, nie ma natomiast wśród nich gatunków zdolnych do lotu. Gromada niezwykle bogata w gatunki i bardzo zróżnicowana – zalicza się do niej około 105 tys. gatunków, z czego w Polsce występuje 6 gat. morskich oraz ok. 200 gat. lądowych i ok. 50 słodkowodnych.
W innych źródłach można trafić na dane mówiące o 43 tys. gatunków (z czego w Polsce występuje ok. 200 gatunków ślimaków, zarówno wodnych jak i lądowych), co stanowi 78% mięczaków. Większość gatunków żyje w morzu – zwykle charakteryzuje je bogactwo barw i kształtów, nie brak też słodkowodnych, ziemnowodnych i lądowych – wymagają zwykle dużej wilgotności środowiska. Wielkość osobników waha się od poniżej 1 mm do kilkudziesięciu centymetrów. Największa znaleziona muszla, należąca do Syrinx aruanus, mierzy 91 cm.

## Rozmnażaniei rozwój
Ślimaki mogą być rozdzielnopłciowe lub obojnakie. Zapłodnienie jest wewnętrzne lub zewnętrzne. Przechodzą rozwój prosty, rzadziej złożony. W rozwoju złożonym występuje larwa trochofora. Widoczny dymorfizm płciowy.

## Muszla
Mały ślimak wylęga się z jaja z pierwociną muszli, tzw. muszlą embrionalną. Muszla ślimaka – jego szkielet zewnętrzny, pełniący bardziej funkcje ochronne niż podporowe – czasem może zanikać lub ulegać znacznej redukcji (Testacellidae), bywa też zagłębiona w tkankach (pomrowcowate). Muszla ślimaków jest zwykle skręcona, bywa też uproszczona (zredukowana do płytki) lub w kształcie czapeczki (przytulik, czareczka), a w Oceanie Indyjskim żyją ślimaki, których muszla jest dwuczęściowa (jak u małży).

## Odżywianie

Schemat budowy ślimaka. Oznaczenia:
1. muszla
2. wątrobotrzustka
3. płuco w jamie płucnej
4. odbyt
5. otwór płucny
6. oko
7. czułek
8. zwój mózgowy
9. przewód ślinowy
10. otwór gębowy z tarką
11. wole (cz. przełyku)
12. gruczoł ślinowy
13. otwór płciowy
14. penis
15. pochwa
16. gruczoł śluzowy
17. jajowód
18. wapienna strzałka miłosna
19. noga
20. żołądek
21. nerka pochodzenia metanefrydialnego
22. płaszcz
23. serce ślimaka
24. nasieniowód

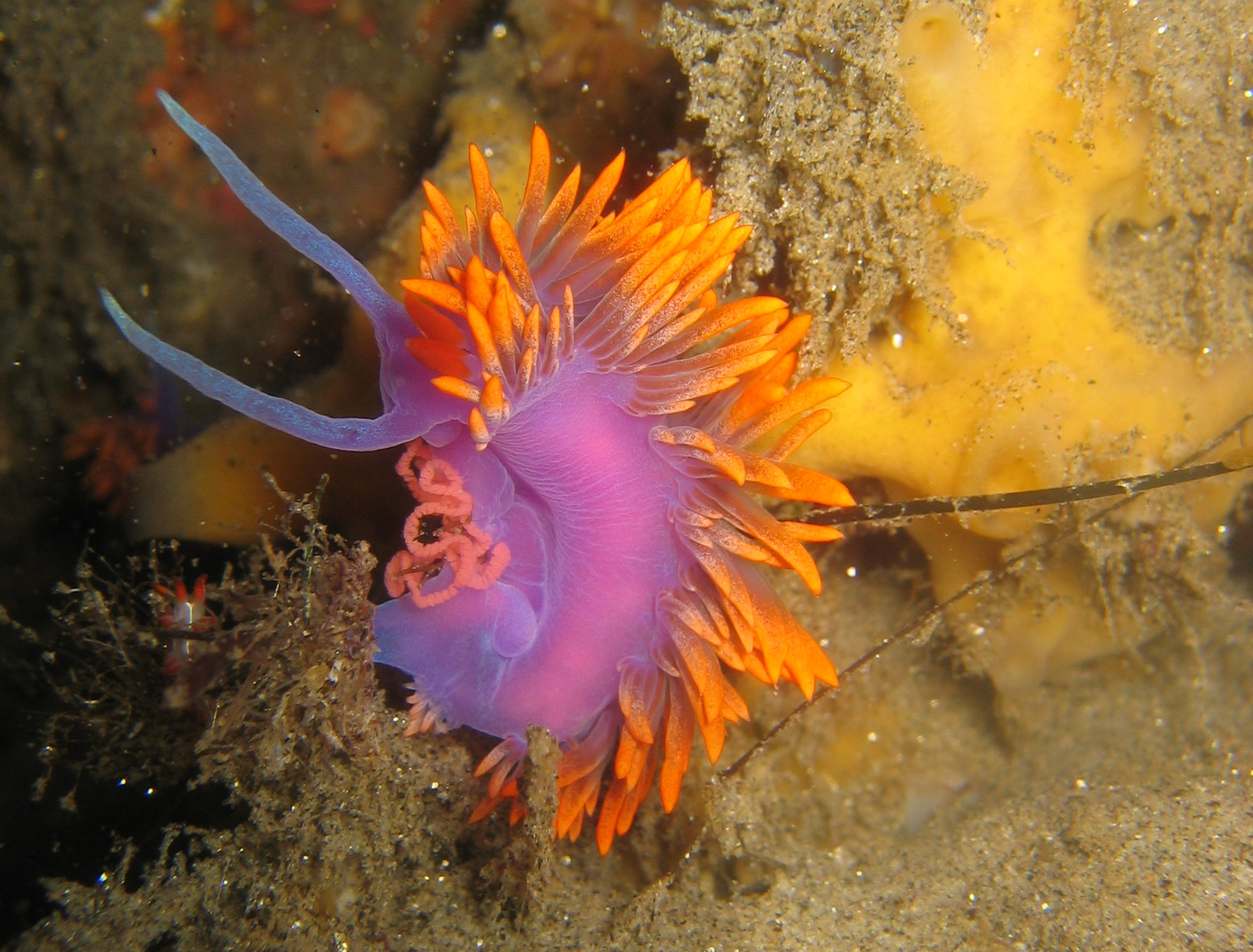
Flabellina iodinea żyje u zachodnich wybrzeży Ameryki Północnej

Wśród ślimaków występują zarówno formy glonożerne, roślinożerne, jak też drapieżne i pasożytnicze.
Wodne gatunki konsumują głównie drobne glony, zeskrobując je tarką z podwodnych skał, lub też liście wodnych roślin naczyniowych oraz rozkładające się szczątki roślinne.
Lądowe ślimaki roślinożerne podobnie: zjadają zarówno rośliny żywe, jak też martwe, przy czym w większości są wybitnie polifagiczne. Do form wyspecjalizowanych należą m.in. niektóre ślimaki naskalne z rodzaju Chondrina, odżywiające się skorupiastymi porostami pokrywającymi skały. Wiele ślimaków roślinożernych nie gardzi również pokarmem mięsnym, atakując inne ślimaki albo zjadając padlinę (zwłaszcza martwe bezkręgowce). Ulubionym pokarmem licznych gatunków, szczególnie spośród ślimaków nagich, są grzyby i to zarówno jadalne, jak i trujące dla innych organizmów.
Najwięcej ślimaków drapieżnych występuje wśród gatunków morskich. Niektóre z nich (np. rodzaje Natica, Dolium i Charonia- Prosobranchia) polują na żywe zwierzęta, szczególnie na ślimaki i jamochłony, inne zadowalają się głównie padliną (np. rodzaje Buccinum, Murex, Nassarius i Prosobranchia), zwłaszcza skorupiaków, mięczaków i ryb. Jeżeli pokryta jest ona pancerzem, jak np. u dziesięcionogich, to ślimaki wsuwają ryjek do ich wnętrza przez szczeliny pomiędzy tarczami pancerza lub przez odbyt i od wnętrza wysysają zwłoki.
Drapieżne przytrzymują zdobycz zębami tarki albo nogą, a następnie paraliżują ją wydzieliną gruczołów jadowych. Łup zostaje często połknięty w całości, i to nawet wówczas, gdy są nim stosunkowo duże zwierzęta. Obserwowano np. że ślimak przodoskrzelny Charonia nodifera, długości 28 cm, połknął w ciągu 4 godzin strzykwę mierzącą 21 cm, a w ciągu 8 godzin rozgwiazdę o rozpiętości ramion 26 cm. Małże, np. omułki (Mytilus), połyka on razem ze skorupką. Inne przodoskrzelne, np. niektórzy reprezentanci rodzajów Fulgar i Murex wciskają schwytanego ślimaka pomiędzy krawędź nogi a brzeg otworu muszli, miażdżąc w ten sposób skorupę. Następnie wsuwają ryjek do jej wnętrza i zjadają ciało. Pełzające w piasku Naticidae otaczają skorupkę napadniętych ślimaków swoją szeroką stopą, drążą w niej zębami tarki kolisty otwór i przez niego zapuszczają ryjek do jej środka. Także niektóre inne rodzaje wiercą otwory w skorupkach ślimaków zębami tarki, a niekiedy także żrącą wydzieliną specjalnych gruczołów (np. Cassis, Murex, JNucella; Prosobranchia).
Nieruchome gatunki z rodzaju Vermetus wydzielają z gruczołu nożnego długie, delikatne nici śluzu, tworząc coś w rodzaju unoszącej się w wodzie sieci do łapania planktonu. Co pewien czas sieć wraz ze zdobyczą jest wciągana do otworu gębowego. Są też ślimaki żywiące się głównie planktonem i drobnymi cząstkami substancji organicznej, wpadającymi wraz z prądem wody do ich jamy płaszczowej, która ma zwykle specjalne urządzenia służące do ich wyłapywania i transportu do otworu gębowego.
Ze ślimaków lądowych drapieżne są niektóre płucodyszne, np. rodziny Testacellidae, Zonitfdae i Oleacinidae. Pełzają one stosunkowo szybko, a ich ofiarami są inne ślimaki i dżdżownice.
Form pasożytniczych jest wśród ślimaków stosunkowo niewiele, ale w zależności od trybu życia wykazują one pod względem morfologicznym ogromne zróżnicowanie i należą do wielu grup systematycznych spośród przodoskrzelnych i tyłoskrzelnych. I tak np. przedstawiciel prymitywnej rodziny tyłoskrzelnych Pyramidellidae (m.in. rodzaj Brachystomia) są okresowymi pasożytami zewnętrznymi, o bardzo silnie wydłużonym ryjku, w którego końcowej części znajduje się kolec, wewnątrz pusty, będący prawdopodobnie jedyną pozostałością po zębach tarki. Współdziała on ze swoistym urządzeniem pompującym w przednim odcinku jelita. Kolec ten prawdopodobnie służy do wpompowania specjalnej wydzieliny doprowadzającej ciało ofiary do stanu płynnego. Wspomnianym ryjkiem pasożyt nakłuwa łatwo dostępne, miękkie części ciała ślimaków i małżów, albo czułki osiadłych wieloszczetów i wysysa z nich soki. Poza opisaną adaptacją ryjka ślimak ten w swej budowie ciała nie wykazuje nic szczególnego. Zewnętrznymi pasożytami szkarłupni, a zwłaszcza rozgwiazd, są niektórzy przedstawiciele rodzin Capulidae i Melanellidae (Prosóbranchia). Bardzo interesująca jest biologia należącego do tyłoskrzelnych pelagicznego gatunku Phyllirrhoe bucephala, pasożyta meduzy Zanclea costata. Ślimak ten początkowo wysysa manubrium oraz kanały promieniste i kanał okrężny meduzy, a w momencie, kiedy zacznie przewyższać ją wzrostem i potrafi samodzielnie pływać, objada stopniowo manubrium i czułki. Wreszcie tylko pokurczone resztki dzwonu pozostają przyczepione do szczątkowej nogi pasożyta, który pożera i tę resztkę ciała żywiciela. Dorosła Phyllirrhoe parą czułkowatych wyrostków chwyta drobne zwierzęta planktonowe, zwłaszcza hydromeduzy, oraz obrywa kawałki czułków i innych części rurkopławów, nie będąc przy tym wrażliwa na parzydełka. Robakowate albo pęcherzykowate Entoconchidae, które są wewnętrznymi pasożytami strzykw, tak dalece zmieniły i uprościły swoją budowę, że tylko po stadium larwalnym można rozpoznać ich właściwą przynależność systematyczną. Niektórzy przedstawiciele tej rodziny o cienkim robakowatym ciele, jak np. Enteroxenos dogieli, dochodzą do 130 cm długości. Przynajmniej część gatunków tej rodziny ma tak uproszczoną budowę, iż odżywia się, chłonąc pokarm prawdopodobnie przez ścianki ciała. Dojrzałe samice tych ślimaków stopniowo ulegają degeneracji i giną, a żywiciel wydala ich zwłoki z odchodami do morza i wówczas uwalniają się z ciała matki pelagiczne larwy, mające typową budowę weligera.
Pomiędzy komensalami a skrajnymi pasożytami obserwuje się wśród ślimaków wiele form pośrednich.

## Systematyka
Klasyfikacja ślimaków jest kontrowersyjna. Tradycyjnie w obrębie gromady wyróżniano trzy podgromady:
- przodoskrzelne (Prosobranchia)
- tyłoskrzelne (Opisthobranchia)
- płucodyszne (Pulmonata)

Taki podział nie jest jednak obecnie akceptowany. Według danych zgromadzonych w bazie ITIS (czerwiec 2006) aktualny stan wiedzy na ten temat wygląda następująco:
Podgromada Pulmonata – Płucodyszne
- Archaeopulmonata – prapłucodyszne
- Basommatophora – nasadooczne
- Heterostropha
- Neotaenioglossa
- Patellogastropoda
- Rhodopemorpha
- Stylommatophora – trzonkooczne
- Systellommatophora
- Thecosomata

Podgromada Opisthobranchia – tyłoskrzelne
- Rząd Acochlidioidea
- Rząd Anaspidea
- Rząd Cephalaspidea
- Rząd Gymnosomata
- Rząd Notaspidea
- Rząd Nudibranchia – nagoskrzelne
- Rząd Sacoglossa – workojęzykowce
- Rząd Soleolifera

Podgromada Prosobranchia – przodoskrzelne
- Rząd Archaeogastropoda
- Rząd Architaenioglossa
- Rząd Entomotaeniata
- Rząd Mesogastropoda
- Rząd Neogastropoda
- Rząd Neritopsina